# پرت دیپازیت (مریلند)
پرت دیپازیت (به انگلیسی: Port Deposit) شهری در ایالت مریلند کشور ایالات متحده آمریکا است که جمعیت آن در سرشماری سال ۲۰۱۰ میلادی، ۶۵۳ نفر بوده‌است.